# ربه‌کا مارینو
 ربه‌کا مارینو (انگلیسی: Rebecca Marino؛ زاده ۱۶ دسامبر ۱۹۹۰) یک تنیس‌باز اهل کانادا است.